# Eutífron

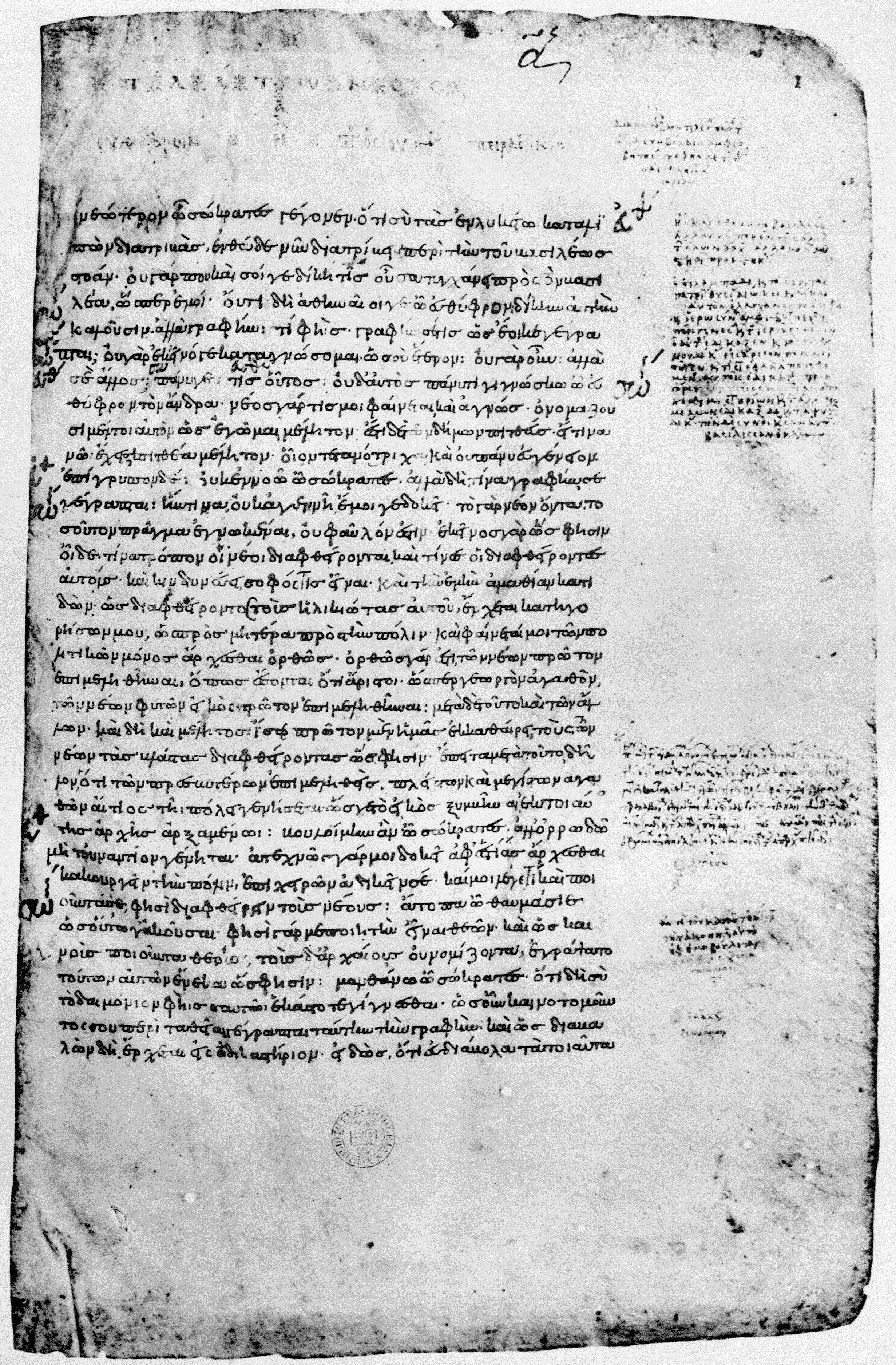
Diálogo de Eutífron - Platão

Eutífron ou Eutifrão (em grego clássico: Εὐθύφρων; romaniz.: Euthuphrōn) é um dos primeiros diálogos de Platão, datando de cerca de 399 a.C. Ele apresenta o filósofo grego Sócrates e Eutífron, conhecido como sendo um esperto religioso. Eles tentam estabelecer uma definição para piedade sem chegar a um consenso, ou seja, trata-se de um diálogo aporético.
Eutífron conta a Sócrates que processou seu pai em razão de um homicídio. Ele está convencido em ter o direito ao seu lado e de agir piamente. Sócrates toma esta situação incomum como oportunidade para induzir Eutífron a um diálogo filosófico sobre a piedade. Eles tentam conjuntamente definir a piedade. Ao fazê-lo, são expostos a um aspecto essencial do tema, que é formulado nesta obra pela primeira vez e, em razão disso, é conhecido até hoje, tanto na Filosofia quanto na Teologia como o Dilema de Eutífron. Trata-se de saber se (a) aquilo que é correto moralmente deriva sua correção por corresponder à vontade de um Deus, que põe todas as normas; ou (b) se aquilo que é moralmente correto tem essa característica em si e, por isso, é desejada pela divindade. A significância da pergunta pode ser observada nas profundas consequências éticas e teológicas que surgem da sua resposta. Para ambos os interlocutores, porém, esta questão não é um problema, pois ambos concordam no fato de o moralmente correto portar tal característica em si e, assim, agradar a Deus. Refutam, portanto, a tese de que a correspondência de um comportamento à vontade de Deus é o que torna tal comportamento correto.
Os interlocutores não logram definir satisfatoriamente a piedade e sua relação com a Justiça. O diálogo, portanto, conduz a uma aporia, isto é, a um dilema aparentemente sem solução. Eutífron desiste e interrompe o diálogo.

## Local, época e participantes
Sócrates conta que encontrou Eutífron no pórtico do Archon Basileus, local que abrigava o Judiciário, onde foi à justiça para acusar o próprio pai por assassinato e expressa surpresa com isso e quer saber porque um filho faria acusações contra o próprio pai.
A não ser por dois outros diálogos platônicos, Eutífron não é mencionado em outras fontes contemporâneas. Em razão disso, pode-se aventar que seja mera criação de Platão. Apesar disso, costuma-se considerar que este interlocutor de Sócrates tenha, de fato, existido. No diálogo Crátilo, Platão menciona diversas vezes um homem chamado Eutífron de Demos Prospalta, de Ática, que compartilhava suas inspirações religiosas com entusiasmo. Claramente se trata da mesma pessoa que em Eutífron.
Eutífron tem o ofício de vidente. Ele poderia ter sido um clérigo outrora, mas isto não é dito expressamente em nenhuma passagem. Na caracterização de Platão, ele é visto como alguém marginalizado pelos cidadãos da cidade, que não costumam levá-lo a sério. Aparentemente, ele defende um conceito religioso tradicional, mas de uma forma estranha. Em razão disso, encontrou ele a solidariedade de Sócrates, que, por sua vez, distinguia-se do restante por chamar a atenção com suas afirmações provocativas e comportamento inusitado.
O diálogo tem lugar no ano de 399 a.C. A datação é baseada no fato de já ter sido proposta contra Sócrates o processo que culminaria com seu julgamento e execução. Eutífron conta, à época, com 50 anos, enquanto Sócrates conta com 70. O homicídio, cuja culpa Eutífron impõe ao seu idoso pai, deve ter ocorrido - se tiver veracidade histórica - no mais tardar em 404 a.C. na ilha de Naxos, pois os imigrantes atenienses que lá residiam (Clerucos), aos quais pertencia o pai de Eutífron, tiveram de deixar a ilha depois que Atenas sofreu uma dura derrota, em 405 a.C. na Batalha de Egospótamos.

## Transmissão do Texto
O documento mais antigo é um papiro datado do século II, do qual constam dois fragmentos. O manuscrito medieval mais antigo foi produzido no ano de 895 por Aretas de Cesareia no Império Bizantino.

## Textos e traduções
- Texto grego em Perseus (em grego)
- Plato: Euthyphro, Apology, Crito, Phaedo, Phaedrus. Grego com tradução em inglês de Harold N. Fowler. Loeb Classical Library 36. Harvard Univ. Imprensa (publicado originalmente em 1914). Perseus (em inglês)
- Plato: Euthyphro, Apology, Crito, Phaedo. Grego com tradução em inglês de Chris Emlyn-Jones e William Preddy. Loeb Classical Library 36. Harvard Univ. Press, 2017. ISBN 9780674996878 HUP
- Plato. Opera, olume I. Oxford Classical Texts.. ISBN 978-0198145691
  - Trad. por Woods & Pack, 2007 (em inglês)
    - Empacotado com a Defesa de Sócrates (também conhecida como Desculpa), Crito e a cena da morte de Phaedo (em inglês)
- G. Theodoridis, 2017: texto completo (em inglês)